# Stade Elías-Aguirre
 (mai 2025).
Le stade Elías-Aguirre est le stade de football principal de la ville péruvienne de Chiclayo.

## Histoire
Il fut inauguré en 1970 et il avait une capacité initiale de 22 000 spectateurs. 
Propriété de la ville de Chiclayo, le stade est le lieu de résidence des matchs à domicile du Club Juan Aurich. Maintenant sa capacité est de 26 500 places assises.

## Événements
- Copa América 2004
- Coupe du monde de football des moins de 17 ans 2005
- Finale de la Copa Perú 2007
- Finale du Championnat du Pérou 2011 et 2014